# Orlando furioso (spettacolo teatrale)
Orlando furioso è uno spettacolo teatrale del 1969 liberamente tratto dall'omonimo poema di Ludovico Ariosto. Venne scritto da Edoardo Sanguineti e diretto da Luca Ronconi; le scene furono curate da Uberto Bertacca, i costumi da Elena Mannini.
Lo spettacolo venne pensato in modo che numerose scene fossero eseguite contemporaneamente, con gli spettatori messi nella condizione di seguire solo uno dei quattro filoni proposti.

## Lo spettacolo

### Genesi
Poiché nell'Orlando furioso sono alternativamente raccontate le vicende di molti personaggi, a Ronconi e Sanguineti sembrò che tale testo fosse particolarmente adatto a uno spettacolo costituito di parecchie scene recitate in contemporanea.
Per scrivere il testo, inizialmente Sanguineti isolò, all'interno del poema, quegli episodi che gli sembrava possedessero una più marcata teatralità. Sanguineti andò a recuperare nei vari capitoli dell'opera le gesta dei personaggi, dando alle loro vicende un'unità. Ne emersero quattro filoni principali: epico, fantastico, erotico e grottesco.
Per quanto riguarda il linguaggio, Sanguineti mantenne l'endecasillabo ariostesco e la rima, ma tagliando e adattando le ottave. Cambiò inoltre i verbi, passando dalla terza persona e dal passato remoto di Ariosto alla prima persona e al presente.

### Messa in scena
Presentato al Festival dei Due Mondi di Spoleto del 1969, lo spettacolo, che coinvolgeva una sessantina di attori, venne rappresentato all'interno della chiesa di San Nicolò. Constava di una serie di scene, alcune delle quali prevedevano che venissero compiute dagli attori da due a quattro azioni diverse simultaneamente in luoghi lontani fra loro, di modo che il pubblico potesse seguirne soltanto una alla volta.
Il pubblico diviso in gruppi poteva quindi scegliere, tra i quattro filoni narrativi proposti, quello che preferiva, potendo anche cambiare la scelta durante la rappresentazione. I percorsi erano determinati da una scenografia molto articolata e volutamente fittizia. La separazione tra palcoscenico e pubblico, tipica del teatro classico, era qui totalmente scomparsa, poiché gli attori recitavano su carrelli rotanti in mezzo al pubblico. Tali carrelli venivano manovrati a vista, facendo cadere ogni illusione di realtà.

## Accoglienza
All'esordio, dopo un'accoglienza fredda da parte della critica, lo spettacolo ottenne un buon successo di pubblico, cui seguì una serie di repliche in numerose città italiane ed europee (Milano, Bologna, Edimburgo, Berlino, Parigi e altre), con un'accoglienza favorevole sia del pubblico, sia della critica.
Nel novembre 1970 lo spettacolo arrivò a New York, ma alcuni problemi organizzativi resero difficoltoso l'avvio delle rappresentazioni, che in seguito si risollevarono, registrando un discreto successo. Dopo queste repliche, a causa delle difficoltà economiche e logistiche di messa in scena, lo spettacolo non fu più ripreso, nonostante fossero arrivate richieste dal Giappone e dall'Unione Sovietica.

## Altri media
Nel 1975 lo stesso Ronconi realizzò una versione televisiva dello spettacolo, dove però fu necessario rinunciare alle due principali caratteristiche della messa in scena: le scene simultanee e la commistione tra attori e pubblico, arrivando quindi a un risultato alquanto diverso da quello dello spettacolo teatrale.